# Jean IV (pape)
Pour les articles homonymes, voir Jean IV.
 (janvier 2023).
Jean IV le Dalmate, né à Salone, aujourd'hui Solin en Croatie, vers 580, pape du 24 décembre 640 au 12 octobre 642, élu après que le siège est resté vacant quatre mois.

## Biographie
Il est originaire de Dalmatie (probablement de la ville de Salone), et fils du scholasticus (responsable d'un service juridique) Venance. Au moment de son élection, il est archidiacre de l'Église de Rome, poste important dans l'administration du diocèse et membre du conseil des seruantes locum sanctae sedis apostolicae chargé d'assurer l'intérim entre la mort d'un pape et l'élection de son successeur. Comme sa consécration suit de très peu son élection (24 novembre), on suppose que les élections papales étaient confirmées par l'exarque de Ravenne plutôt que par l'empereur de Constantinople. Mais il est à noter que pour le pape précédent, Séverin, cet intervalle est de vingt mois.
Des troubles dans son pays natal, causés par les invasions slaves, retiennent son attention. Pour soulager la détresse des habitants, il envoie l'abbé Martin en Dalmatie et en Istrie muni de grosses sommes d'argent pour racheter les captifs. Comme les églises en ruines ne peuvent être reconstruites, les reliques de quelques-uns des saints les plus importants de Dalmatie (saints Venance, Anastase et Maurus) sont transférées à Rome. Jean IV érige en leur honneur une chapelle qui subsiste encore. Il la fait décorer de mosaïques qui le représentent lui-même tenant entre ses mains une maquette de sa chapelle[réf. souhaitée]. Il semble qu'il ne se contente pas de pallier les maux causés par les Slaves : il essaie de convertir ces barbares. L'empereur byzantin Constantin Porphyrogénète dit que Porga, le duc des Croates de Dalmatie, qui appelé en Dalmatie par Héraclius, fait demander à ce dernier des maîtres chrétiens. On suppose que l'empereur à qui ce message fut envoyé était Héraclius lui-même, et qu'il la transmis au pape Jean IV.
Alors qu'il n'était encore que le pape élu, Jean IV, avec les autres dirigeants de l'Église de Rome, écrit au clergé du nord de l'Irlande pour lui signaler ses erreurs concernant la date de Pâques et l'exhorte à se méfier de l'hérésie pélagienne (si toutefois la mention "Jean, diacre, évêque élu" figurant dans la liste des signataires le désigne bien). D'autre part, il condamne solennellement le monothélisme, mais l'idée, inspirée par Maxime le Confesseur, selon laquelle Héraclius aurait en réaction retiré son appui à l'Ecthèse, est fortement mise en doute par les historiens modernes (Héraclius meurt le 11 février 641 ; comme il fallait parfois trois mois pour aller de Rome à Constantinople, il n'est même pas certain qu'il ait appris l'élection de Jean IV). Au fils d'Héraclius, Constantin III (règne du 12 février au 25 mai 641), Jean IV adresse une défense du pape Honorius Ier (la lettre Dominus qui dixit), dans laquelle il condamne la tentative faite par le patriarche Pyrrhus de Constantinople de lier le nom d'Honorius avec le monothélisme. Honorius, déclare-t-il, en parlant d'une seule volonté en Jésus, avait comme seule intention d'affirmer que les deux volontés qui coexistent en lui, correspondant à ses deux natures distinctes, ne peuvent entrer en contradiction.
Jean IV est enterré dans la basilique Saint-Pierre.